# Wilhelm Meydam
Wilhelm Eduard Leopold Meydam (* 10. Dezember 1821 in Crossen an der Oder; † 12. April 1907 in Landsberg an der Warthe) war ein deutscher Jurist und Politiker; er war Bürgermeister von Landsberg an der Warthe und Abgeordneter des Provinziallandtages.

## Leben
Seine Eltern waren der Postkommissars Johann Michael Meydam und dessen Ehefrau Emilie Henriette Amelie, geborene Kramer. Sein Bruder war der spätere Generalmajor Theodor Meydam.
Er besuchte das Maria-Magdalenen-Gymnasium in Breslau, bevor er dort Kameral- und Rechtswissenschaften studierte. Während seines Studiums wurde er 1839 Mitglied der Burschenschaft der Raczeks. 1842 wurde er Auskultator, 1848 Gerichtsassessor und 1849 Kreisrichter. Bürgermeister von Landsberg an der Warthe wurde er 1856, Oberbürgermeister 1878. Er war Abgeordneter des Provinziallandtages und der Provinzialsynode.

## Ehrungen
- In Landsberg an der Warthe wurde die Meydamstraße nach ihm benannt.
- 1891 wurde er Ehrenbürger von Landsberg an der Warthe.